# Pelosia cinerina
Pelosia cinerina är en fjärilsart som beskrevs av Eugen Johann Christoph Esper 1786. Pelosia cinerina ingår i släktet Pelosia och familjen björnspinnare. Inga underarter finns listade i Catalogue of Life.